# Groning

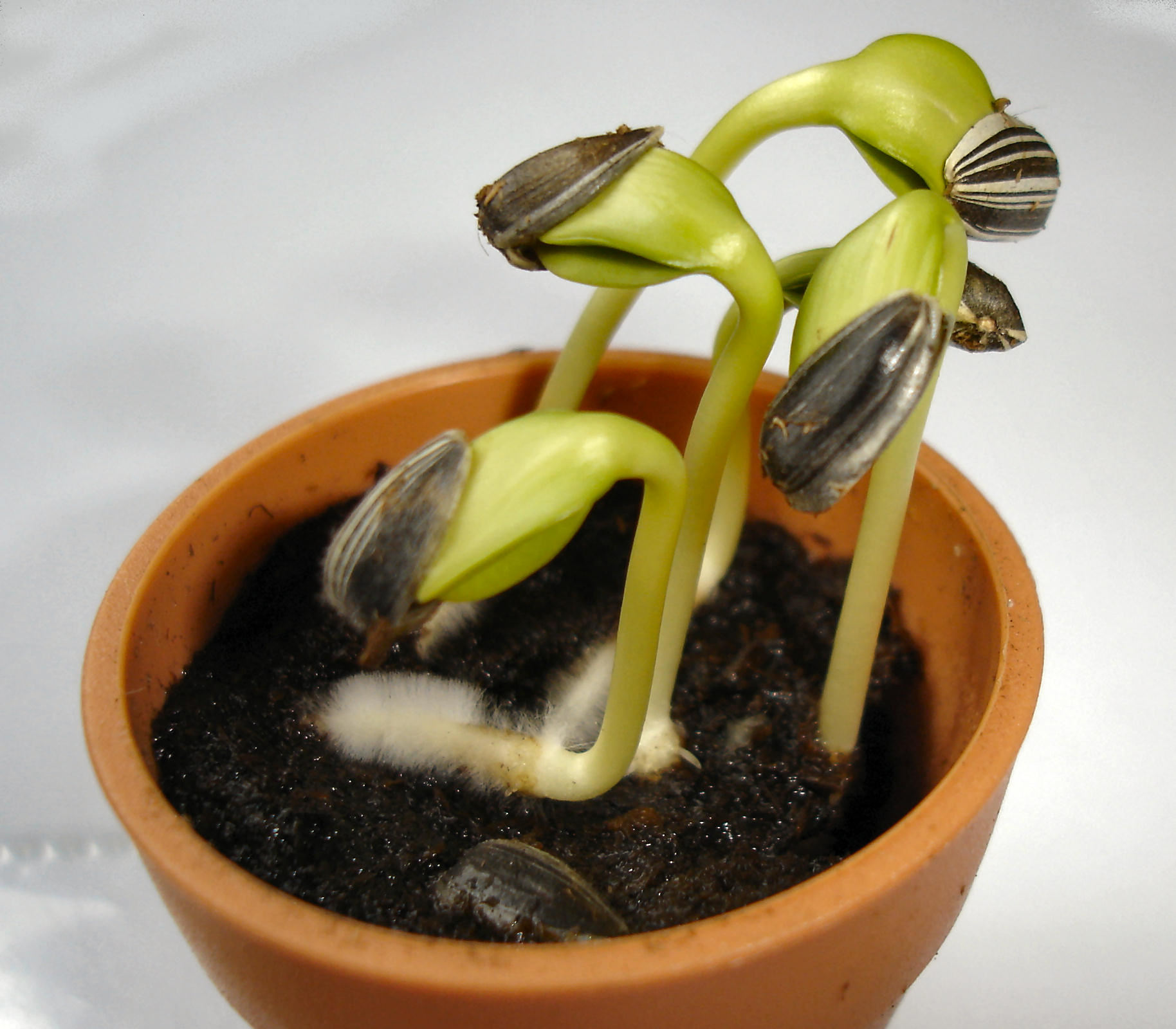
Solrosplantor, tre dagar efter groning.

Groning är den process som pågår då ett frö, en spor, en lök  eller en groddknopp börjar utvecklas till en ny planta.
När ett frö gror sprängs fröskalet och den s. k. lillroten tränger ut följd av stammen och hjärtbladen. Dessa får en grön färg och tjänstgör som vanliga blad, även om de ofta har en helt avvikande form. Hos en del växter stannar hjärtbladen kvar innanför fröskalet, som t. ex. hos ek och ärtor, där de är förråd för upplagsnäring, och hos gräs, där hjärtbladen utgör uppsugningsorgan för den i frövitan lagrade näringen.
Groningen sker under andning, som kräver tillgång till syre. Dessutom behövs vatten som får fröna att svälla. Groningen sker bäst vid en bestämd temperatur, som är olika för olika arter, och vid en viss avvikelse över eller under denna temperatur avstannar den helt.
Hos en del växter måste fröskalet brytas ned av mikroorganismer innan vattnet kan tränga in och fröet gro. Hos andra växter sker ingen groning förrän det svällda fröet genomgått en period av låg temperatur.
Ljus eller mörker kan vara en miljömässigt utlösande faktor vid frögroning och är en typ av fysiologisk dvala. De flesta fröer påverkas inte, men många frön, inklusive arter som växer i skog, börjar inte gro förrän det finns tillräckligt med ljus för plantans tillväxt.

## Grobarhet
Olika växters frö har kvar sin grobarhet under olika lång tid, vanligen från ett par veckor, som sälgens, upp till fem eller tio år, men hos vissa växter i flera hundra år. Man har t.ex. fått ett 237 år gammalt frö från en indisk lotus att gro och t. o. m. ett lotusfrö från en torvmosse, där åldern uppskattats till över 1 000 år.
Uppgifter om att man skulle ha lyckats få flera tusen år gamla vetekorn och ärtor från egyptiska gravar att gro är däremot felaktiga.